# Agrostichthys parkeri
Agrostichthys parkeri es una especie monotípica del género de peces Agrostichthys.

## Anatomía y morfología
Cuenta con un cuerpo alargado y comprimido verticalmente que se estrecha hasta un punto al final. El cuerpo no está cubierto de escamas, sino de pequeños nódulos córneos (tubérculos dérmicos) que se extienden en filas longitudinales a lo largo del cuerpo. Boca definida y protuberante con maxilares externos agrandados en una cabeza pequeña y delgada. Solo sobresale la mandíbula superior, formando una abertura larga y tubular. Cuenta con dos ojos grandes y circulares con iris oscuros y pupilas claras. Su aleta dorsal tiene dos partes: una parte es una aleta triangular que comienza en su cabeza justo detrás de sus ojos y la segunda parte es una aleta baja que se extiende por todo el cuerpo hasta la aleta caudal. Dos radios filamentosos (se sabe que algunos ejemplares tienen hasta siete) también se extienden desde la parte frontal de la aleta dorsal, donde un radio es mucho más largo que el otro y se extiende casi por toda la longitud del cuerpo. La mayoría de los ejemplares parecían carecer de la aleta caudal, que naturalmente estaría dividida en dos, como tijeras, lo que demuestra que es común perder la aleta caudal. Cuenta con 175-180 vértebras. Justo detrás de la cabeza, las vértebras tienen un diámetro y una longitud similares, pero a medida que desciende el cuerpo, tanto el diámetro como la longitud disminuyen. El color es principalmente plateado azulado brillante, con bandas verticales oscuras en el dorso y la parte inferior. Además del plateado brillante del cuerpo, la cabeza presenta un ligero tono rojizo. Los melanóforos cubren la zona de la cara, desde la zona de la boca hasta la abertura nasal y por encima del cerebro. La aleta dorsal, que se extiende a lo largo del cuerpo, es de color rosa brillante con bandas oscuras. Aunque no se sabe mucho sobre la reproducción, gracias al estudio de un gran ejemplar capturado en Napier, Nueva Zelanda, se sabe que los huevos de A. parkeri son de color ámbar pálido y miden unos 4 mm de diámetro.

## Distribución
Agrostichthys parkeri se ha encontrado principalmente en el océano Atlántico sudoriental y alrededor de Nueva Zelanda, frente a la costa norte de Tasmania. La distribución latitudinal de los especímenes capturados va de 39° N a 42° S. Los especímenes alrededor de Nueva Zelanda se encontraron a profundidades de aproximadamente 12 a 108 m (39 a 354 pies) con pesca de arrastre pelágica, pero también se han capturado en aguas profundas, desde 500 a 5000 m (1600 a 16 400 pies). De los especímenes de A. parkeri encontrados, parece ser común alrededor del suroeste del océano Pacífico. Un espécimen también fue encontrado varado en una playa de Playa Unión, en el extremo sur de Sudamérica, en Chubut, Argentina. Se han encontrado especímenes solo en Nueva Zelanda, aguas alrededor de Australia, el sur de África y mares argentinos. En todos los casos, A. parkeri se ha encontrado solitario.